# صوفيا هايدن
صوفيا هايدن (بالإنجليزية: Sophia Hayden Bennett) هي مهندسة معمارية أمريكية، ولدت في 17 أكتوبر 1868 في سانتياغو في تشيلي، وتوفيت في 3 فبراير 1953 في وينثروب ‏ في الولايات المتحدة بسبب ذات الرئة.

## وصلات خارجية
- صوفيا هايدن على موقع الموسوعة البريطانية (الإنجليزية)